# Carpathonesticus mamajevae
Carpathonesticus mamajevae là một loài nhện trong họ Nesticidae.
Loài này thuộc chi Carpathonesticus. Carpathonesticus mamajevae được Yuri M. Marusik miêu tả năm 1987.